# Ignacio Ramírez de Haro
Don Ignacio Fernando Ramírez de Haro y Pérez de Guzmán, 15º Conde de Bornos, Grande de España (San Sebastián, 20 de septiembre de 1918 – Madrid, 24 de octubre de 2010), fue un noble español, marido de Beatriz Valdés, 4.º Marquesa de Casa Valdés.
Ignacio Ramírez de Haro, 15.º Conde de Bornos y Tercer Marqués de Cazaza en África y su mujer Beatriz Valdés y Ozores tuvo seis hijos. Entre ellos, Fernando Ramírez de Haro, 16.º Conde of Bornos , 15.º Conde de Murillo, que está casado desde 1974 con Esperanza Aguirre, político y Presidenta de la Comunidad de Madrid de 2003 a 2012. Su nieto es Fernando Ramírez de Haro, 10.º Marqués de Villanueva del Duero.
Murió de legionela en el Hospital Fundación Jiménez Díaz de Madrid el 24 de octubre de 2010 a los 92 años. Ramírez de Haro fue enterrado en el panteón familiar del municipio de Yebes (Guadalajara).

## Títulos y Grandezas
Comendador de la Orden Militar de Santiago, Maestrante de la Real Maestranza de Caballería de Sevilla, Caballero del Real Estamento Militar del Principado de Gerona-Cofradía de San Jorge,  

### Títulos
- 15.º Conde de Bornos, Grande de España
- 14.º Conde de Murillo, Grande de España -Cedido a su hijo Don Fernando
- 9.º Marqués de Villanueva del Duero, Grande de España[3] -Cedido a su nieto Don Fernando
- 18.º Marqués de Cazaza en África -Cedido a su hijo Don Ignacio
- 15.º Conde de Villariezo -Cedido a su nieto Don Álvaro
- 12.º Conde de Montenuevo -Cedido a su hijo Don Juan